# La Madone du rosaire (Le Caravage)
Pour les articles homonymes, voir La Madone du rosaire.
La Madone du rosaire est un tableau de Caravage peint au début du XVIIe siècle et conservé au Kunsthistorisches Museum de Vienne en Autriche. Sa destination originale et le nom du commanditaire initial restent inconnus, de même que sa date exacte de création que les chercheurs situent aux alentours de l'année 1605 ; mais il est établi que le tableau prend rapidement place dans une église de la ville d'Anvers, dans l'actuelle Belgique, puis qu'il passe dans les collections du musée de Vienne à la fin du XVIIIe siècle.
Basé sur le principe iconographique chrétien de la « conversation sacrée », le tableau de Caravage associe une Vierge à l'Enfant à une scène montrant saint Dominique qui présente le rosaire à des paysans en prière, tandis que deux autres saints jouxtent cette scène.

## Historique
La toile fait partie de celles déjà identifiées en 1672 par Bellori, l'un des tout premiers biographes de Caravage, qui en parle très brièvement en ces termes : 

« L'on conserve à Anvers, en l'église des Dominicains, son Rosaire, une œuvre qui fit beaucoup pour la gloire de son pinceau. »

— Giovanni Pietro Bellori, Vie du Caravage.
En effet, il est établi que le tableau est en vente à Naples en septembre 1607, puis qu'il passe entre les mains de différents marchands avant de parvenir chez les pères dominicains d'Anvers. Ce n'est que depuis 1786 qu'il est installé au musée de Vienne qui l'abrite désormais. L'attribution du tableau à Caravage ne pose donc aucune difficulté.
En revanche, il est nettement plus complexe de déterminer sa date de création et d'en identifier les commanditaires. Certains auteurs penchent pour la fin de la période romaine de Caravage et pour une commande des Colonna, tandis que d'autres — à la suite de Roberto Longhi — pensent plutôt à sa première période napolitaine. Cela laisse une marge de création de l’œuvre qui peut se situer autour de 1605 ou 1606, voire 1607. À la faveur de différentes études, la recherche s'oriente toutefois de plus en plus vers l'hypothèse d'une production à Rome, et donc d'une création plutôt située vers 1604 ou 1605.

## Description

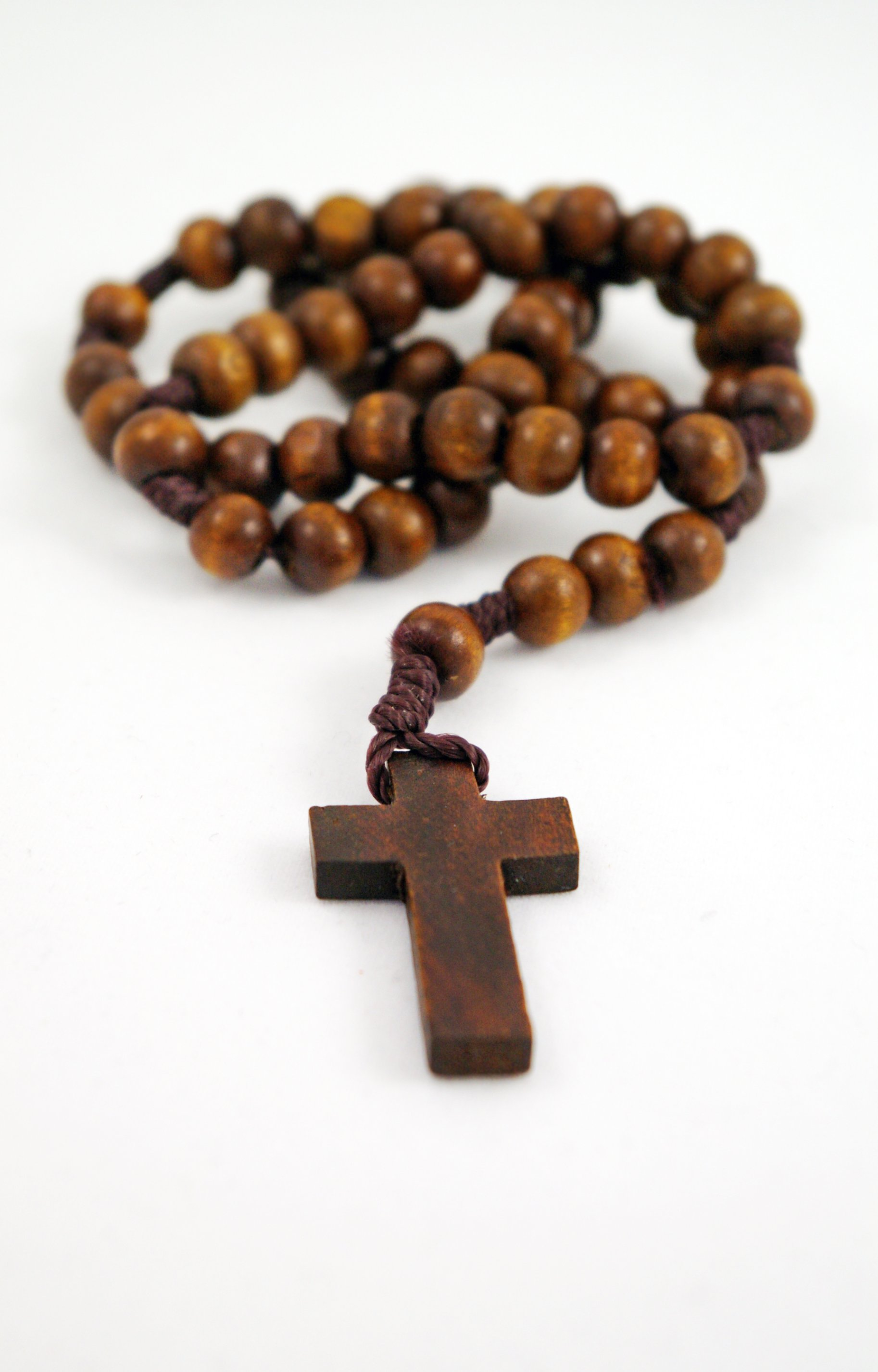
Les chapelets que Caravage place dans les mains de saint Dominique permettent aux catholiques de méditer le rosaire.

Dans la tradition catholique, le rosaire est donné par la Vierge Marie à saint Dominique lors d'une apparition miraculeuse à Albi,. La scène que représente Caravage présente donc la Vierge à l'Enfant sous un dais rouge dominant saint Dominique debout à gauche, des chapelets accrochés aux doigts, tandis qu'un groupe d'humbles paysans se presse à genoux devant lui ; à droite se tiennent deux autres saints catholiques appartenant à l'ordre dominicain (Thomas d'Aquin et Pierre de Vérone) qui adoptent une gestuelle de prêche. Il est vraisemblable, dans le contexte de la Contre-Réforme alors très vivace en Italie, que ce débat théologique illustre la nécessité de défendre le culte de la Vierge contre les assauts des protestants hérétiques. Parmi les paysans, tout à gauche se tient un homme en habit noir et austère qui détourne le regard en dehors du tableau : il doit s'agir du donateur, c'est-à-dire le commanditaire non identifié du tableau. Il soutient des deux mains le bras de Dominique et semble quêter l'approbation du spectateur.
La Madone du rosaire appartient donc au thème de la sacra conversazione dont il reprend de multiples codes dans sa composition et ses choix iconographiques.

Détails du tableau
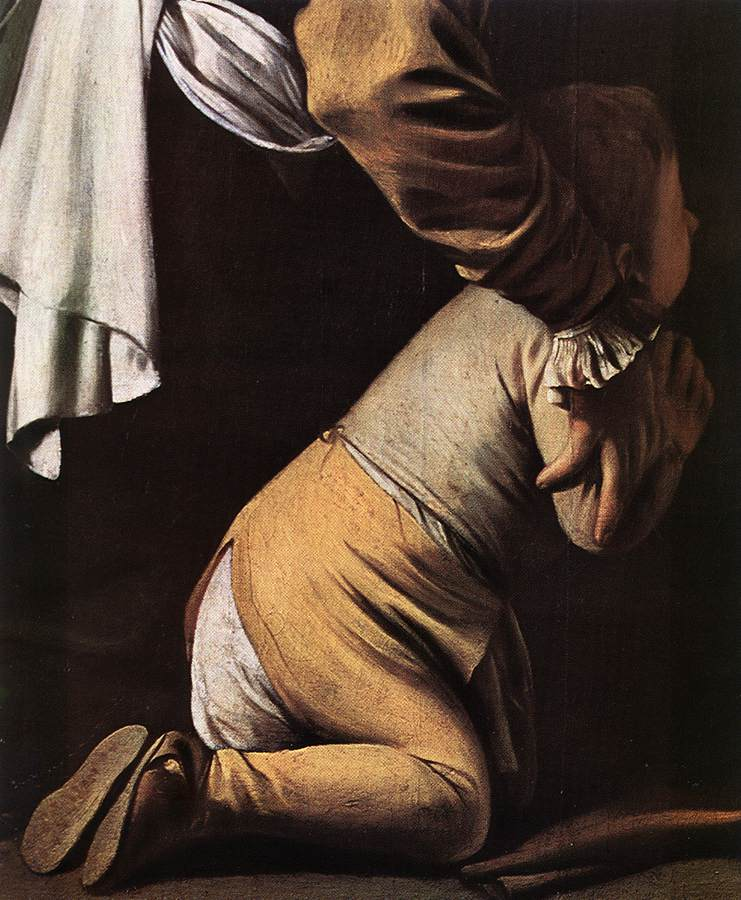
Un enfant agenouillé prie auprès de sa mère.
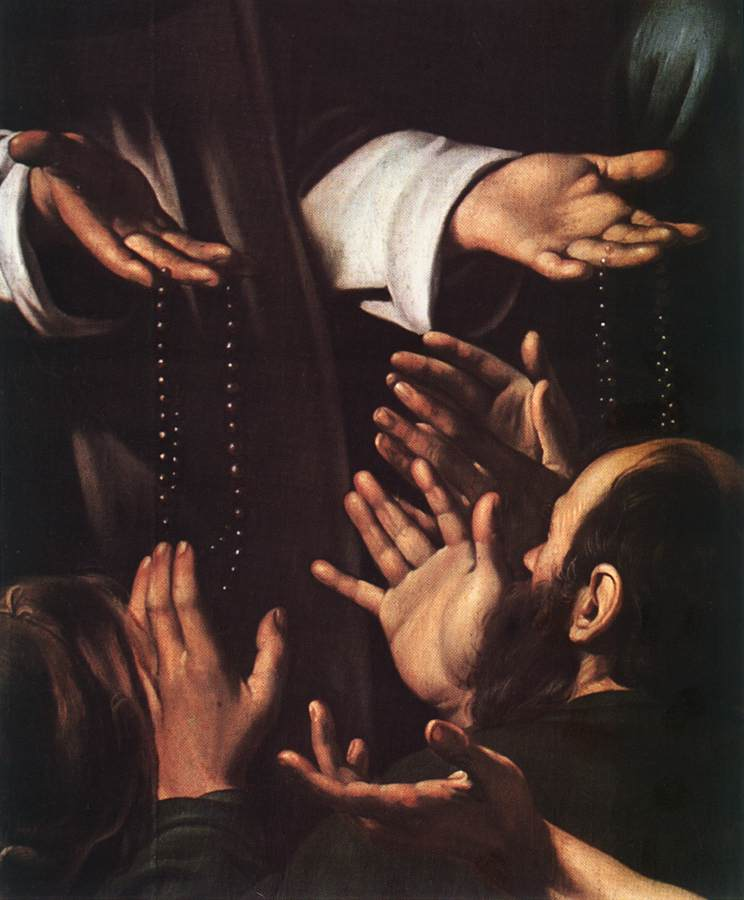
Les mains des paysans en prière rejoignent celles du saint.